# Pustinjska vrba
Pustinjska vrba (lat. Chilopsis), monotipski biljni rod iz porodice katalpovki smješten u tribus Catalpeae. jedin a vrsta je C. linearis, sjevernoamerički grm ili manje drvo.

## Ime
Chilopsis je monotipski rod cvjetnica koji sadrži jednu vrstu Chilopsis linearis. Općenito je poznata kao pustinjska vrba zbog svojih listova nalik vrbinim.

## Opis
Pustinjska vrba malo je listopadno stablo s više debala koje je poznato po svojim mirisnim cvjetovima u obliku trube koji cvjetaju u nijansama ružičaste, boje lavande i bijele. Cvjetovi privlače oprašivače, uključujući kolibriće, pčele i leptire. Uzani listovi daju ovoj biljci ime, ali ona je član porodice katalpovki, a ne vrbovki. Daje duge sjemenke i listopadna je zimi.. 

## Rasprostranjenost
Porijeklom iz istočne polovice pustinje Mohave u Kaliforniji, južno do gornje Baja California Norte, istočno do južne Nevade, Arizone, južno do sjevera središnjeg Meksika do Nuevo Leona i Zacatecasa, južni Novi Meksiko i zapadni Teksas. Ponekad “pobjegne” ili se naturalizira iz unesenih populacija na jugozapadu Kansasa i zapadna polovica Oklahome, podvrsta linearis. 

## Stanište
Čest je u suhim područjima i uz riječne obale ispod 5000 stopa (1500 m.) nadmorske visine (Shaw 2011), u poplavnim ravnicama i klancima (Weedon 1993) u pustinji jugozapadnog SAD-a i sjevernog Meksiko (Shaw 2011). “Ova mjesta općenito imaju podzemnu vodu na raspolaganju tijekom cijele godine. Biljke mogu prilično dobro podnose sezonske poplave i često zauzimaju sredinu odvodnih kanala, ponekad pokrivaju široka prostranstva područja ispiranja (Uchytil 1990)." 
- Chilopsis linearis, Calico Basin, Spring Mountains, zapadno od Las Vegasa, Nevada.
- Chilopsis linearis, Calico Basin, Spring Mountains, zapadno od Las Vegasa, Nevada.
- Chilopsis linearis
- Chilopsis linearis, cvjetovi
- Chilopsis linearis, cvjetovi

## Podvrste
- Chilopsis linearis subsp. linearis
  - Chilopsis linearis var. tomenticaulis Henrard
- Chilopsis linearis subsp. arcuata (Fosberg) Henrard